# Sakarski seznam kraljev
Sakarski seznam kraljev ali Sakarska plošča je starodavna plošča iz ramzeškega obdobja s seznamom egipčanskih faraonov. Ploščo so odkrili leta 1861 v grobnici uradnika Tjenrija ali Tjuneroja, »glavnega svečenika-lektorja« in »nadzornika del na vseh kraljevskih spomenikih« faraona Ramzesa II. v Sakari.
Na seznamu je 58 faraonov od Adžiba in Kaaja (Prva dinastija) do Ramzesa II. (Devetnajsta dinastija). Faraoni so zapisani v obratnem časovnem zaporadju. Faraoni iz Drugega vmesnega obdobja, Hiksi in tisti, ki so bili blizu heretičnemu Ehnatonu, so izpuščeni.
Imena, zapisana v kartušah, od katerih je ohranjenih samo 47, so zelo poškodovana. Zelo pogoste so tudi napake. Na seznamu so na primer omenjeni samo štirje vladarji  iz Tretje dinastije. Časovno zaporednje je pravilno samo v Dvanajsti dinastiji. Prva znana fotografija Sakarskega seznama faraonov je bila objavljena leta 1865. Bolj natančne fotografije so na razpolago na spletni strani Kairskega muzeja in v knjigi Po Kairskem muzeju Zahija Hawassa.

## Seznam faraonov
Imena so oštevilčena v obratnem časovnem zaporedju od zgoraj desno do spodaj levo, tako kot naj bi se brala. 
| Gornja vrsta | Gornja vrsta    | Gornja vrsta                  | Spodnja vrsta | Spodnja vrsta     | Spodnja vrsta            |
| Št.          | Faraon          | Ime, napisano na seznamu      | Št.           | Faraon            | Ime, napisano na seznamu |
| ------------ | --------------- | ----------------------------- | ------------- | ----------------- | ------------------------ |
| 1            | Ramzes II.      | User-maat-ra Setep-en-ra      | 30            | Neferefre         | Kha-nefer-ra             |
| 2            | Seti I.         | Men-maat-ra                   | 31            | Šepseskare        | Shepses-ka-ra            |
| 3            | Ramzes I.       | Men-pehty-ra                  | 32            | Neferirkare Kakai | Nefer-ir-ka-ra           |
| 4            | Horemheb        | Djeser-kheperu-ra Setep-en-ra | 33            | Sahure            | Sahura                   |
| 5            | Amenhotep III.  | Neb-maat-ra                   | 34            | Userkaf           | User-ka-f                |
| 6            | Tutmoz IV.      | Men-kheperu-ra                | 35            | Tamftis ?         | Ime uničeno              |
| 7            | Amenhotep II.   | Aa-kheperu-ra                 | 36            | Baka ?            | Ime uničeno              |
| 8            | Tutmoz III.     | Men-kheper-ra                 | 37            | Džedefptah        | Ime uničeno              |
| 9            | Tutmoz II.      | Aa-kheper-en-ra               | 38            | Šepseskaf         | Ime uničeno              |
| 10           | Tutmoz I.       | Aa-kheper-ka-ra               | 39            | Menkaure          | Ime uničeno              |
| 11           | Amenhotep I.    | Djeser-ka-ra                  | 40            | Kefren            | Kha-f-ra                 |
| 12           | Ahmoz I.        | Neb-pehti-ra                  | 41            | Džedefre          | Djed-ef-re               |
| 13           | Mentuhotep II.  | Nebhepetre                    | 42            | Keops             | Khufu                    |
| 14           | Mentuhotep III. | Se-ankh-ka-ra                 | 43            | Sneferu           | Sneferu                  |
| 15           | Amenemhet I.    | Se-hetep-ib-ra                | 44            | Huni              | Huni                     |
| 16           | Senusret I.     | Kheper-ka-ra                  | 45            | Kaba              | Neb-ka-ra                |
| 17           | Amenemhet II.   | Nub-kau-ra                    | 46            | Sekemket          | Djoser-teti              |
| 18           | Senusret II.    | Kha-kheper-ra                 | 47            | Džoser            | Djoser                   |
| 19           | Senusret III.   | Kha-khau-ra                   | 48            | Kasekemvi         | Beby                     |
| 20           | Amenemhet III.  | Ni-maat-ra                    | 49            | Hudžefa I.        | Ime manjka               |
| 21           | Amenemhet IV.   | Maat-kheru-ra                 | 50            | Sekemib           | Nefer-ka-sokar           |
| 22           | Sobekneferu     | Sobek-ka-ra                   | 51            | Peribsen          | Nefer-ka-ra              |
| 23           | Pepi II.        | Nefer-ka-ra                   | 52            | Sened             | Senedj                   |
| 24           | Merenre I.      | Mer-en-ra                     | 53            | Veneg             | Wadjlas                  |
| 25           | Pepi I.         | Pepi                          | 54            | Ninečer           | Ba-netjeru               |
| 26           | Teti            | Teti                          | 55            | Nebra             | Kakau                    |
| 27           | Unas            | Unis                          | 56            | Hotepsekemvi      | Bau-netjer               |
| 28           | Džedkare        | Maat-ka-ra                    | 57            | Kaa               | Qe-behu                  |
| 29           | Menkauhor       | Men-kau-hor                   | 58            | Adžib             | Merbapen                 |